# اندی گیل
اندی گیل (انگلیسی: Andy Gayle؛ زادهٔ ۱۹ سپتامبر ۱۹۷۰) بازیکن فوتبال اهل بریتانیا است.
از باشگاه‌هایی که در آن بازی کرده‌است می‌توان به باشگاه فوتبال ابی هی، باشگاه فوتبال نانت‌ویچ، باشگاه فوتبال اولدهام اتلتیک، باشگاه فوتبال کرو آلکساندرا، باشگاه فوتبال بری، باشگاه فوتبال چورلی، باشگاه فوتبال ویتون آلبیون، باشگاه فوتبال اشتون یونایتد، باشگاه فوتبال وینسفورد یونایتد، باشگاه فوتبال استالی‌بریج سلتیک، باشگاه فوتبال اولدهام بورو، باشگاه فوتبال آکرینگتون استنلی، و باشگاه فوتبال سنت هلنز تاون اشاره کرد.